# Herlánder Coimbra
Herlánder Coimbra, né le 16 juin 1968 à Luanda en Angola, est un joueur angolais de basket-ball, évoluant au poste d'ailier.

## Palmarès
- Champion d'Afrique 1992